# Beni Khedache
Beni Khedache (in arabo بني خداش‎?), anche scritto Beni Kheddache o Béni Khedache è una città del sud della Tunisia, facente parte del governatorato di Médenine.
È capoluogo della delegazione omonima, che conta 28.586 abitanti. La municipalità conta 3.071 abitanti.
Geograficamente è posta sulle alture tra il Djebel Dahar e il Grande Erg Orientale.